# كالتو
كالتو (بالإيطالية: Calto) هي كومونا في مقاطعة رفيغة في منطقة فنيتة بشمال شرق إيطاليا، وتقع على بعد 90 كيلومترًا (56 ميلًا) جنوب غرب مدينة البندقية و 35 كيلومترًا (22 ميلًا) غرب رفيغة.